# Iron Man: The Animated Series
Iron Man: The Animated Series, er en amerikansk animeret tv-serie baseret på Marvel Comics superhelt Iron Man.

## Engelske stemmer
- Robert Hays – Iron Man / Tony Stark
- James Avery – War Machine / James Rhodes
- Ed Gilbert – Mandarin (sæson 1)
- Robert Ito – Mandarin (sæson 2)